# Nemzeti Bajnokság I 1988-1989
L'edizione 1988-89 del Nemzeti Bajnokság I vide la vittoria finale del Budapesti Honvéd SE, che conquista il suo undicesimo titolo.
Capocannoniere del torneo fu Tamás Petres del Videoton SC con 19 reti.
In questo campionato i punti sono assegnati come segue:
- 3 punti per la vittoria;
- 0 punti per la sconfitta al 90'.

In caso di parità venivano battuti i calci di rigore per determinare la vincitrice. In questo caso si avevano:
- 2 punti per la vittoria;
- 1 punto per la sconfitta.

## Classifica finale
|    | Classifica                  | G  | V  | V (Rig) | P (Rig) | P  | GF | GS | Dif | Pt |
| -- | --------------------------- | -- | -- | ------- | ------- | -- | -- | -- | --- | -- |
| 1  | Budapesti Honvéd SE (C)(CU) | 30 | 16 | 6       | 1       | 7  | 44 | 28 | +16 | 61 |
| 2  | Ferencvárosi TC             | 30 | 16 | 4       | 3       | 7  | 49 | 29 | +20 | 59 |
| 3  | MTK Budapest FC             | 30 | 13 | 8       | 3       | 6  | 41 | 34 | +7  | 58 |
| 4  | Videoton SC                 | 30 | 17 | 1       | 4       | 8  | 57 | 32 | +25 | 57 |
| 5  | Rába ETO                    | 30 | 16 | 3       | 2       | 9  | 44 | 31 | +13 | 56 |
| 6  | Tatabányai Bányász          | 30 | 12 | 3       | 6       | 9  | 39 | 35 | +4  | 48 |
| 7  | Békéscsabai Előre           | 30 | 12 | 4       | 2       | 12 | 40 | 36 | +4  | 46 |
| 8  | Váci Izzó MTE               | 30 | 10 | 5       | 5       | 10 | 33 | 34 | -1  | 45 |
| 9  | Újpesti Dózsa               | 30 | 11 | 2       | 4       | 13 | 37 | 35 | +2  | 41 |
| 10 | Veszprémi SE (N)            | 30 | 9  | 6       | 2       | 13 | 23 | 35 | -12 | 41 |
| 11 | Pécsi MSC                   | 30 | 9  | 3       | 7       | 11 | 35 | 37 | -2  | 40 |
| 12 | Siófoki Bányász             | 30 | 8  | 4       | 6       | 12 | 34 | 41 | -7  | 38 |
| 13 | Haladás VSE                 | 30 | 7  | 5       | 4       | 14 | 31 | 44 | -13 | 35 |
| 14 | Vasas SC                    | 30 | 8  | 2       | 7       | 13 | 35 | 58 | -23 | 35 |
| 15 | Zalaegerszegi TE            | 30 | 7  | 4       | 5       | 14 | 37 | 44 | -7  | 34 |
| 16 | Dunaújvárosi Kohász (N)     | 30 | 3  | 6       | 5       | 16 | 27 | 53 | -16 | 26 |

- (C) Campione nella stagione precedente
- (N) squadra neopromossa
- (CU) vince la Coppa di Ungheria

### Verdetti
- Budapesti Honvéd SE campione d'Ungheria 1988-89.
- Zalaegerszegi TE e Dunaújvárosi Kohász retrocesse in Nemzeti Bajnokság II.
- Haladás VSE e Vasas SC salve dopo i playout.

### Qualificazioni alle Coppe europee
- Coppa dei Campioni 1989-1990: Budapesti Honvéd SE qualificato.
- Coppa UEFA 1989-1990: MTK Budapest FC e Videoton SC qualificate.